# Dolok Tomuan
Dolok Tomuan is een bestuurslaag in het regentschap Simalungun van de provincie Noord-Sumatra, Indonesië. Dolok Tomuan telt 1838 inwoners (volkstelling 2010).